# Macchina di Anticitera

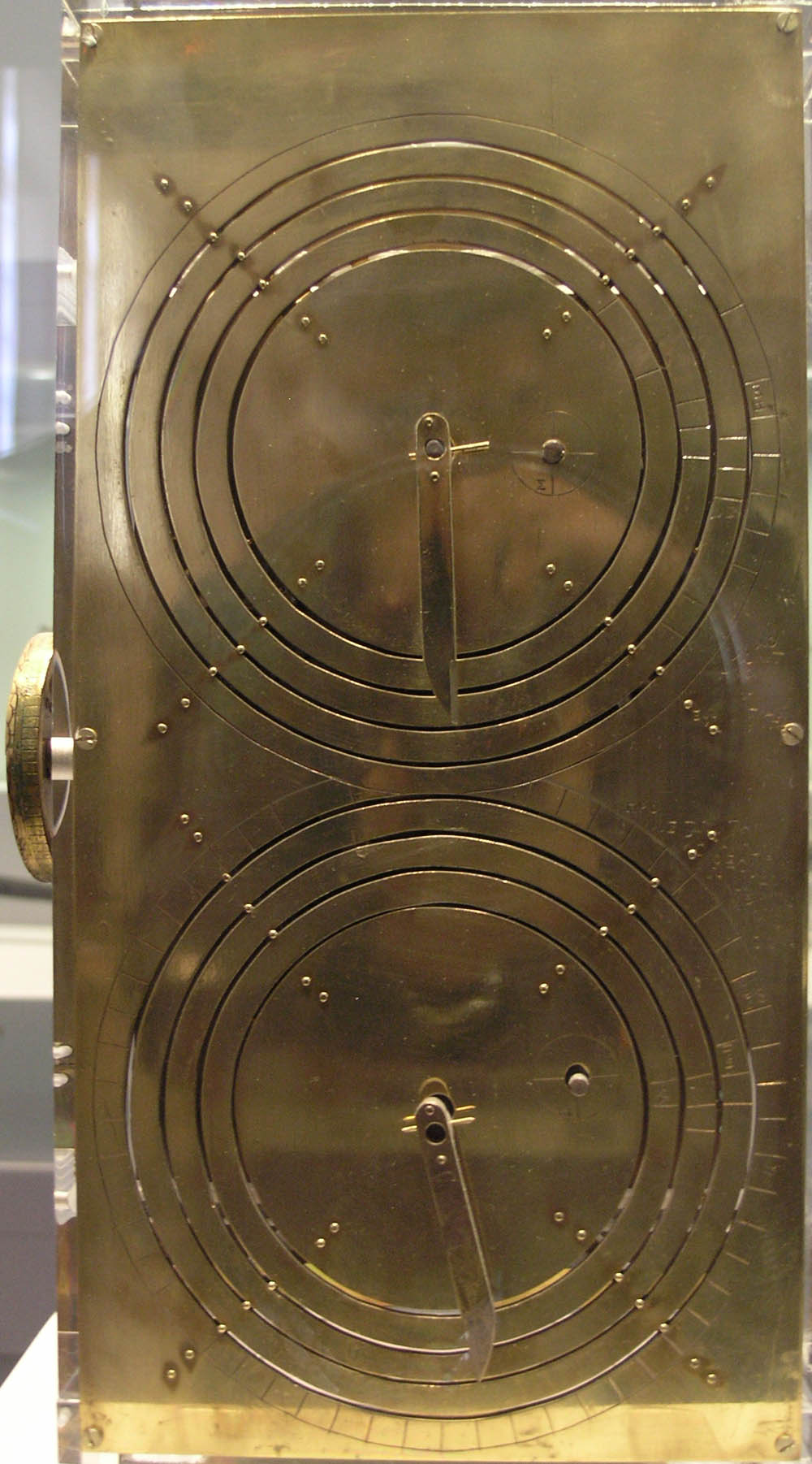
Ricostruzione della macchina, Museo archeologico nazionale di Atene

La macchina di Anticitera è un congegno meccanico datato tra il 150 e il 100 a.C., mentre uno studio pubblicato nel 2022 ritiene che la calibrazione iniziale sia del 23 dicembre 178 a.C. È ritenuto il più antico calcolatore meccanico conosciuto. 
Si trattava originariamente di un sofisticato planetario, mosso da ruote dentate, che serviva per calcolare il sorgere del sole, le fasi lunari, i movimenti dei cinque pianeti allora conosciuti, gli equinozi, i mesi, i giorni della settimana e - secondo uno studio pubblicato su Nature - le date dei giochi olimpici. Fu rinvenuta nel relitto di Anticitera, tra i resti di un naufragio avvenuto nel secondo quarto del I secolo a.C. nei pressi dell'omonima isola greca. 
È conservata presso il Museo archeologico nazionale di Atene.

## Scoperta e prime analisi

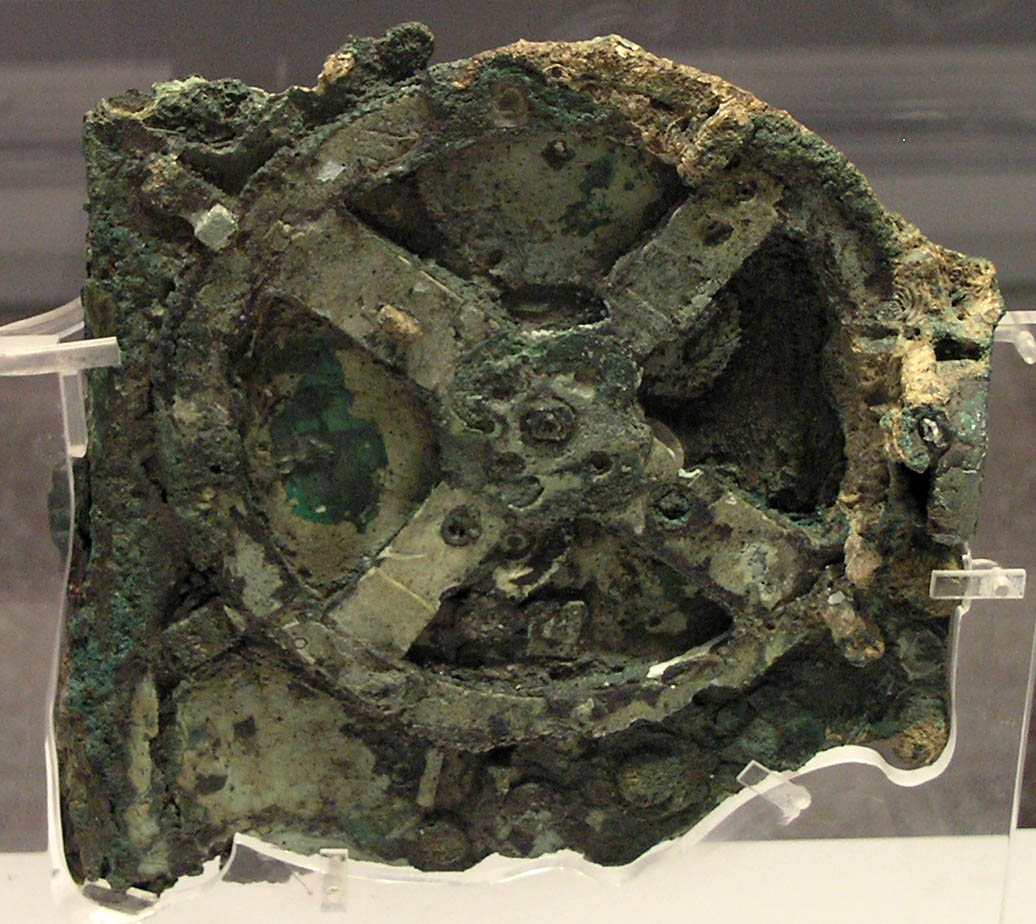
Frammento principale della macchina

La macchina fu ritrovata nel 1900 grazie alla segnalazione di un gruppo di pescatori di spugne che, persa la rotta a causa di una tempesta, erano stati costretti a rifugiarsi sull'isoletta rocciosa di Anticitera. Al largo dell'isola, alla profondità di circa 43 metri, scoprirono il relitto di una nave mercantile romana, naufragata nel secondo quarto del I secolo a.C. e adibita al trasporto di oggetti di prestigio, tra cui statue in bronzo e marmo.

Schema della macchina di Anticitera

Il 17 maggio 1902 il politico Spyridon Stais, esaminando i reperti recuperati dal relitto, fece notare a suo cugino, l'archeologo Valerios Stais, direttore del museo di Atene, che un blocco di pietra presentava un ingranaggio inglobato all'interno. Con un più approfondito esame si scoprì che quella che era sembrata inizialmente una pietra era in realtà un meccanismo fortemente incrostato e corroso, di cui erano sopravvissute tre parti principali e decine di frammenti minori. Si trattava di un'intera serie di ruote dentate, ricoperte di iscrizioni, facenti parte di un elaborato meccanismo a orologeria.
La macchina originaria era delle dimensioni di circa 30 cm per 15 cm, dello spessore di un libro, costruita in rame e originariamente montata in una cornice in legno. Era ricoperta da oltre 2000 caratteri di scrittura, dei quali circa il 95% è stato decifrato. La macchina è conservata nella collezione di bronzi del Museo archeologico nazionale di Atene, assieme alla sua ricostruzione.
Alcuni studiosi sostennero che la macchina fosse troppo complessa per appartenere al relitto e alcuni esperti ribatterono che i resti potevano essere fatti risalire a un planetario o a un astrolabio. Le polemiche si susseguirono per lungo tempo, ma la questione rimase irrisolta. Solo nel 1951 i dubbi sulla misteriosa macchina cominciarono a essere risolti. Quell'anno infatti il professor Derek de Solla Price cominciò a studiare il congegno, esaminando minuziosamente ogni ruota e ogni pezzo e riuscendo, dopo circa vent'anni di ricerca, a scoprirne il funzionamento originario.
Nel giugno 2016, un team di scienziati, servendosi di scansioni ad alta risoluzione con raggi X, è riuscito a leggere le lettere di un'iscrizione incisa al suo interno, trovando indicazioni sull'uso specifico, ossia un calendario di eventi astronomici, eclissi e delle date dei giochi olimpici.
Il 28 marzo 2022 su arXiv venne pubblicato uno studio che analizzava i dati disponibili per determinare la data di calibrazione della macchina. Lo studio partiva dal concetto che lo strumento meccanico accumulasse un errore che aumentava con il passare del tempo; tale degradazione nell'accuratezza permette di risalire al periodo scelto per calibrarlo. Lo studio stabiliva come data di calibrazione il 23 dicembre 178 a.C.

## Utilizzo e funzionamento
La macchina risultò anzitutto essere un antichissimo calcolatore per il calendario solare e lunare, le cui ruote dentate potevano riprodurre un rapporto vicino a quello necessario per ricostruire il moto della Luna in rapporto al Sole (la Luna compie 254 rivoluzioni siderali ogni 19 anni solari).
L'estrema complessità del congegno era inoltre dovuta al fatto che tale rapporto era riprodotto con l'utilizzo di una ventina di ruote dentate e di un differenziale, un meccanismo che permetteva di ottenere una rotazione a velocità pari alla somma o alla differenza di due rotazioni date. Il suo scopo era quello di mostrare, oltre ai mesi lunari siderali, anche le lunazioni, ottenute dalla sottrazione del moto solare al moto lunare siderale.
Sulla base della sua ricerca, Price concluse che, contrariamente a quanto si era fino ad allora creduto, nella Grecia del II secolo a.C. esisteva effettivamente una tradizione di altissima tecnologia.
Negli ultimi decenni è stato appurato che la macchina calcolava anche il moto dei pianeti, di cui venivano fornite le coordinate angolari, e prevedeva le eclissi.

## Contesto storico

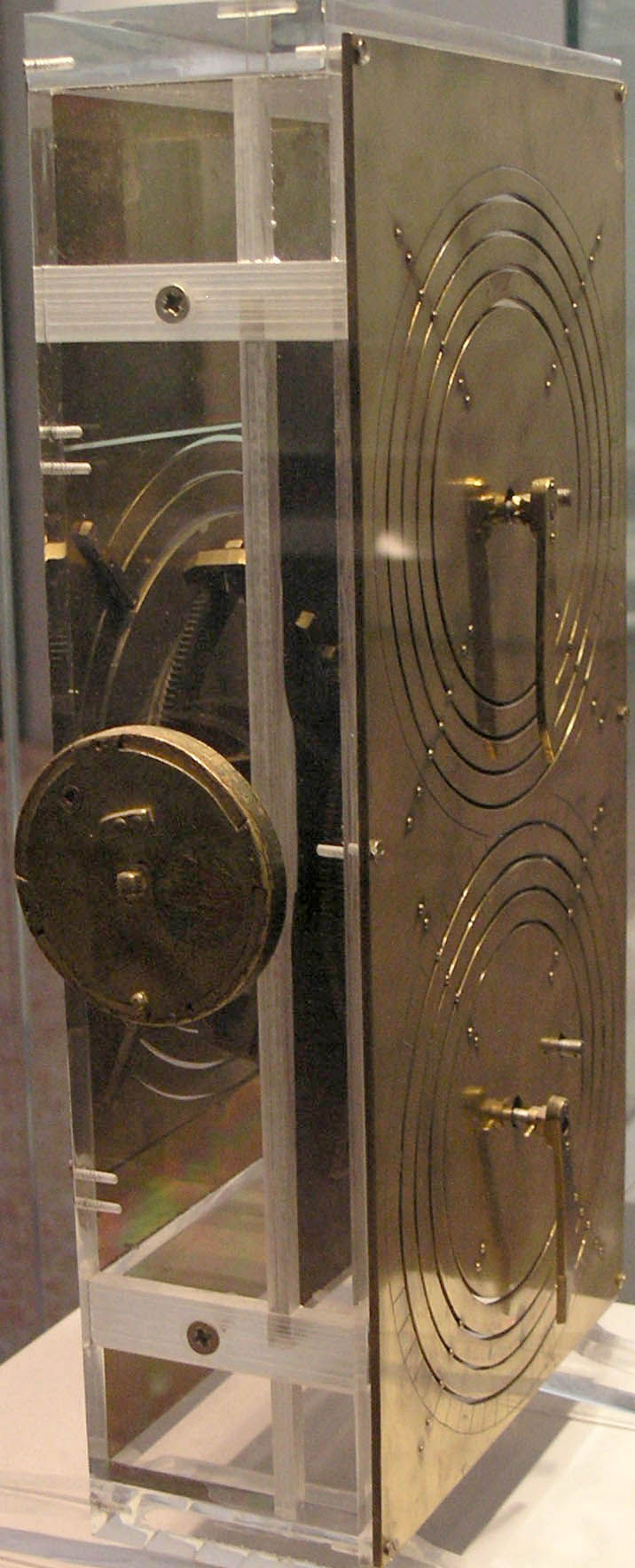
Vista laterale del modello ricostruito, Museo archeologico nazionale di Atene

La macchina di Anticitera non trova eguali fino alla realizzazione dei primi calendari meccanici successivi al 1050, che tuttavia erano molto semplici e rudimentali, tanto che il primo esemplare di calcolatore astrale "portatile" che possa essere paragonabile è l'astrario di Giovanni Dondi costruito nel 1300. La macchina tuttavia è perfettamente compatibile con le conoscenze scientifiche del periodo tardo ellenistico: vi sono rappresentati solo i cinque pianeti visibili a occhio nudo e il materiale usato è un metallo facilmente lavorabile in modo artigianale.
Ad Alessandria d'Egitto infatti, durante l'ellenismo, operarono molti studiosi che si dedicarono anche ad aspetti tecnologici realizzando macchine e automi come la macchina a vapore di Erone. Inoltre Cicerone cita la presenza a Siracusa di una macchina circolare costruita da Archimede e ascrivibile quindi alla fine del III secolo a.C., con la quale si rappresentavano i movimenti del Sole, dei pianeti e della Luna, nonché delle sue fasi e delle eclissi. In un altro passo Cicerone fa riferimento a un meccanismo, costruito dal suo amico Posidonio di Rodi, che riproduce in modo esatto il moto diurno e notturno del sole, della luna e dei cinque pianeti. L'unicità della macchina di Anticitera risiede nel fatto che è l'unico congegno progettato in quel periodo arrivato ai giorni nostri.
La macchina di Anticitera è a volte citata tra i casi di OOPArt (Out of place artifacts), i cosiddetti "manufatti fuori dal tempo", dai sostenitori dell'archeologia misteriosa, i quali non vi riconoscono un artefatto scientifico ellenistico.
Sul numero 498 di febbraio 2010 della rivista Le Scienze, un articolo a firma di Tony Freeth ricostruì il metodo con cui la macchina prediceva le eclissi e le fasi lunari e avanzava l'ipotesi che fosse stata assemblata nella città-colonia greca di Siracusa.

## Nella cultura di massa
Una versione fittizia della macchina è il manufatto attorno a cui ruota il quinto film della saga di Indiana Jones, Indiana Jones e il quadrante del destino (2023).